# ویلدرنس ایر
ویلدرنس ایر (به انگلیسی: Wilderness Air) یک شرکت هواپیمایی است که در ۱۹۹۱ میلادی تأسیس شده‌است. دفتر مرکزی ویلدرنس ایر در ماون، بوتسوانا واقع شده‌است.